# Hitoshi Takagi
Pour les articles homonymes, voir Takagi (homonymie).
Hitoshi Takagi (高木均, Takagi Hitoshi), né le 26 février 1925 et décédé le 11 février 2004, était un seiyū. Il travaillait pour 81 Produce. Il est mort d'une ischémie myocardique partielle. Il avait 78 ans.

## Rôles

### Animation
- Galaxy Express 999 : Narrateur
- Gregory Horror Show : Mummy Papa
- Monarch: The Big Bear of Tallac : Narrateur
- Moomin et New Moomin : Moominpappa
- Noir : Edringer

### OAV
- Megazone 23 Part I : Coco
- Yamataro Comes Back : Shi-roku

### Films d'animation
- Chirin no Suzu : Narrateur
- Dōbutsu Takarajima : Ossan
- Dragon Ball Z : Rivaux dangereux : Vieil homme
- Kinnikuman: New York Kiki Ippatsu! : Big Apple
- Pokémon 2 : Le Pouvoir est en toi : Kabigon
- Pink - Water Thief Rain Thief : Silver
- Mon voisin Totoro : Totoro, Chat-bus